# Masato Saitō
Masato Saitō (jap. 斉藤 雅人 Saitō Masato; ur. 1 grudnia 1975) – japoński piłkarz występujący na pozycji pomocnika.

## Kariera klubowa
Od 1998 do 2009 roku występował w klubie Omiya Ardija.